# Regionalism (konst)

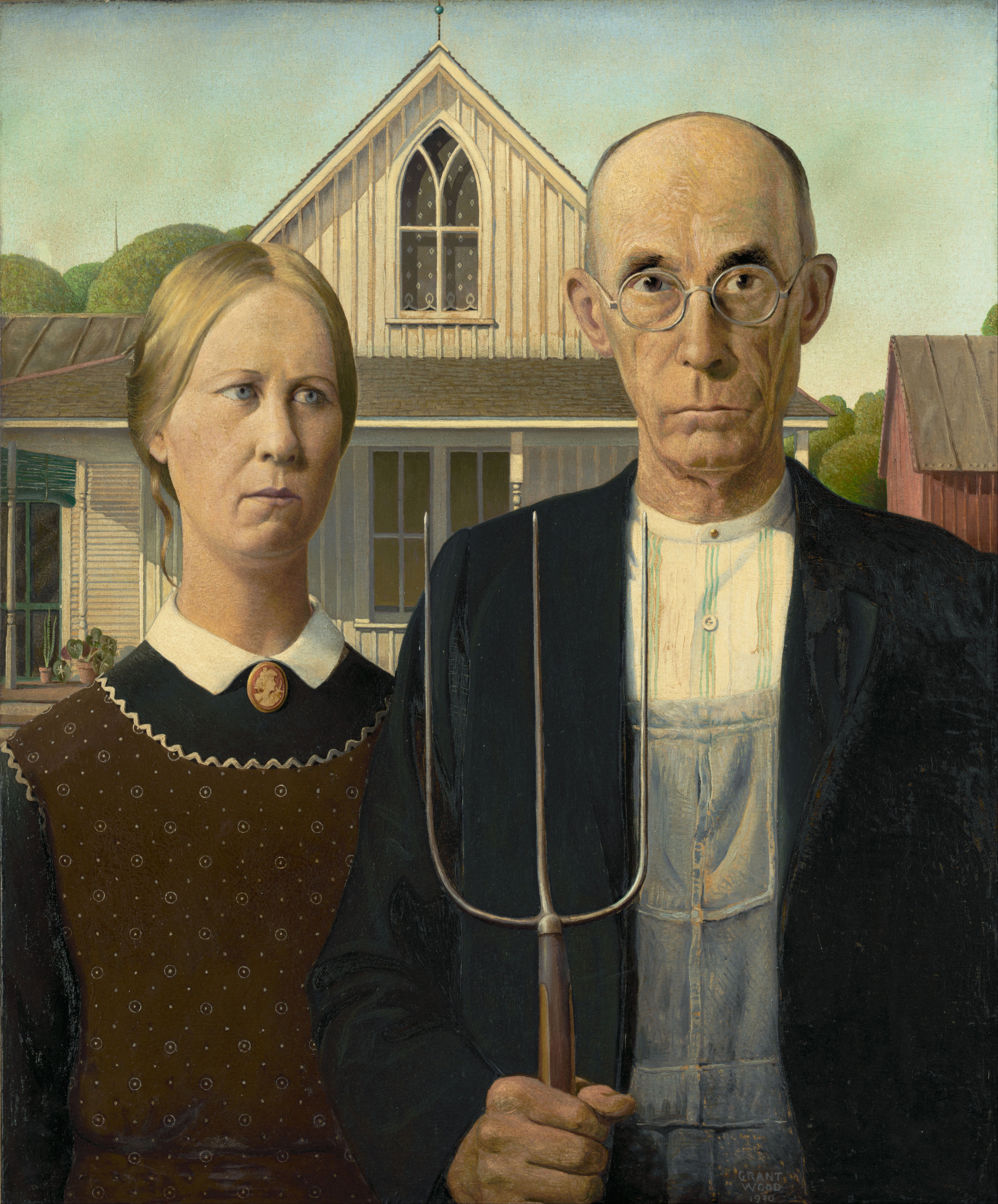
Grant Woods American Gothic från 1930, den mest välkända målningen från den amerikanska regionalismen.

Regionalism är en amerikansk realistisk modernistisk konströrelse som omfattar måleri, muraler, litografier och illustrationer som avbildar realistiska motiv från landsbygden och småstäder i främst Mellanvästern och Djupa Södern. Rörelsen uppstod under 1930-talet som en reaktion på den stora depressionen, och upphörde under 1940-talet på grund av andra världskrigets slut och att utvecklingen inom rörelsen hade upphört. Den var som mest populär fram till 1935, och uppskattades mycket för sina trösterika bilder av de centrala delarna av Amerika under den stora depressionen. Trots stora stilistiska skillnader mellan specifika konstnärer var den regionalistiska konsten i allmänhet en relativt konservativ och traditionell stil som appellerade till populistiska amerikanska känslor, medan de strängt motsatte sig den uppfattade fransk konstens dominans.

## Framväxt
Före andra världskriget fanns det inte någon tydligt definierad modernistisk konströrelse i Amerika. Samtidigt fanns det hos många en nationalistisk strävan att skapa en unik amerikansk konst. I detta tillstånd avvisade vissa amerikanska konstnärer de modernistiska influenser som härrörde från Armory Show och Europa, särskilt från Parisskolan. Som ett resultat av att de avvisade den europeiska abstrakta konsten kom de istället att influeras av akademisk realistisk konst och valde motiv från amerikanska städer och landsbygd. Delvis på grund av den stora depressionen blev regionalismen en av de dominerande konströrelserna i Amerika på 1930-talet, den andra var socialrealismen som bland annat representerades av skolan Ashcan School och rörelsen amerikansk realism.

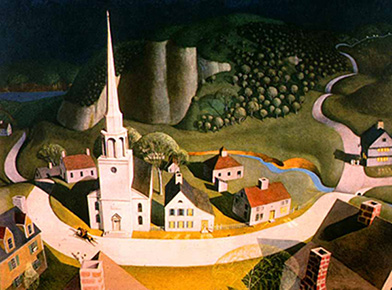
Grant Woods The Midnight Ride of Paul Revere, 1931.

Under 1930-talet avbildade dessa konstnärer amerikanska små och stora städer och landsbygden. Vissa gjorde detta som ett sätt att vända sig bort från industrialismen i ett sökande mot ett enklare liv medan andra såg det som en politisk strävan och upplät sin konst till revolutionära och radikala rörelser. De konstnärer som fokuserade på småstäder och landsbygd kallas ofta för "amerikanska regionalister" medan de som fokuserade på motiv från storstäderna, med ett socialt eller politiskt patos, kallas för "socialrealister". Den finns flera underkategorier och synonyma begrepp för dessa amerikanska realistiska skolor, som "Urban Realism", "American Scene Painting" och regionala rörelser som "California Scene Painting".

## De tre främsta konstnärerna
Amerikansk regionalism är främst känd genom de tre konstnärer som ibland kallas för "Regionalist Triumvirate": Grant Wood, Thomas Hart Benton och John Steuart Curry. Alla tre studerade konst i Paris men vigde sina liv till att avbilda den amerikanska landsbygden. Deras lösning på depressionen och problemen som fanns i storstäderna var att återvända till vad de ansåg var USA:s lantbrukarrötter.